# Homotopie

Eine Homotopie, die eine Kaffeetasse in einen Donut (einen Volltorus) überführt.

In der Topologie ist eine Homotopie (von griechisch ὁμός homos  ‚gleich‘ und τόπος tópos ‚Ort‘, ‚Platz‘) eine stetige Deformation zwischen zwei Abbildungen von einem topologischen Raum in einen anderen, beispielsweise die Deformation einer Kurve in eine andere Kurve.
Eine Anwendung von Homotopie ist die Definition der Homotopiegruppen, welche wichtige Invarianten in der algebraischen Topologie sind.
Der Begriff „Homotopie“ bezeichnet sowohl die Eigenschaft zweier Abbildungen, zueinander homotop (präferiert) zu sein, als auch die Abbildung („stetige Deformation“), die diese Eigenschaft vermittelt.

## Definition
Eine Homotopie zwischen zwei stetigen Abbildungen {\displaystyle f,g\colon X\to Y} ist eine stetige Abbildung
{\displaystyle H\colon X\times {[0,1]}\to Y}
mit der Eigenschaft für alle {\displaystyle x\in X} gilt
{\displaystyle H(x,0)=f(x)\quad } und {\displaystyle \quad H(x,1)=g(x)}
wobei {\displaystyle [0,1]} das Einheitsintervall ist.
Der erste Parameter entspricht also dem der ursprünglichen Abbildungen und der zweite gibt den Grad der Deformation an. Eine Homotopie definiert eine ein-parametrige Familie {\displaystyle (H_{t}(x))_{0\leq t\leq 1}} mit {\displaystyle H_{t}(x):=H(x,t)}, so dass {\displaystyle H_{0}(x)=f(x)} und {\displaystyle H_{1}(x)=g(x)}. Besonders anschaulich wird die Definition, wenn man sich den zweiten Parameter als „Zeit“ vorstellt (vgl. Bild).
Äquivalent kann man eine Homotopie definieren als einen (stetigen) Weg von {\displaystyle f} nach {\displaystyle g} im Raum der stetigen Funktionen {\displaystyle C(X,Y)} mit der kompakt-offenen Topologie.
Man sagt, {\displaystyle f} sei homotop zu {\displaystyle g} und schreibt {\displaystyle f\sim g}. Homotopie ist eine Äquivalenzrelation auf der Menge der stetigen Abbildungen {\displaystyle X\to Y}, die zugehörigen Äquivalenzklassen heißen Homotopieklassen, die Menge dieser Äquivalenzklassen wird häufig mit {\displaystyle [X,Y]} bezeichnet.
Eine stetige Abbildung {\displaystyle f\colon X\to Y} heißt nullhomotop, wenn sie homotop zu einer konstanten Abbildung ist.

### Eigenschaften
- Homotopierelationen bleiben unter Kompositionen erhalten, das heißt wenn {\displaystyle f_{1},\,f_{2}\colon Y\to Z} und {\displaystyle g_{1},\,g_{2}\colon X\to Y} stetige Funktionen sind und

{\displaystyle f_{1}\sim f_{2};\quad } {\displaystyle g_{1}\sim g_{2}}
gilt, dann gilt auch
{\displaystyle f_{1}\circ g_{1}\sim f_{2}\circ g_{2}.}

## Beispiel

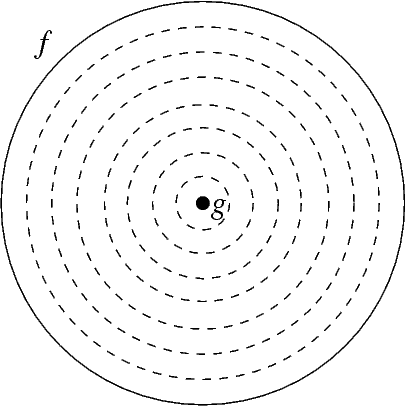
Homotopie eines Kreises in R² auf einen Punkt

Sei {\displaystyle X=S^{1}\subset \mathbb {R} ^{2}} der Einheitskreis in der Ebene und {\displaystyle Y=\mathbb {R} ^{2}} die ganze Ebene. Die Abbildung {\displaystyle f} sei die Einbettung von {\displaystyle X} in {\displaystyle Y}, und {\displaystyle g} sei die Abbildung, die ganz {\displaystyle X} auf den Ursprung abbildet, also
{\displaystyle f\colon X\to Y}, {\displaystyle f(x)=x} und {\displaystyle g\colon X\to Y}, {\displaystyle g(x)=0}.
Dann sind {\displaystyle f} und {\displaystyle g} zueinander homotop. Denn
{\displaystyle H\colon X\times [0,1]\to \mathbb {R} ^{2}} mit {\displaystyle H(x,t)=(1-t)\cdot f(x)}
ist stetig und erfüllt {\displaystyle H(x,0)=1\cdot f(x)=f(x)} und {\displaystyle H(x,1)=0\cdot f(x)=0=g(x)}.

## Relative Homotopie
Ist {\displaystyle E} eine Teilmenge von {\displaystyle X}, und stimmen zwei stetige Abbildungen {\displaystyle f,g\colon X\to Y} auf {\displaystyle E} überein, so heißen {\displaystyle f} und {\displaystyle g} homotop relativ zu  {\displaystyle E}, wenn es eine Homotopie {\displaystyle H\colon f\sim g} gibt, für die {\displaystyle H(e,t)} für jedes {\displaystyle e\in E} unabhängig von {\displaystyle t} ist.

Homotopie zweier Kurven

Die beiden hier gezeigten gestrichelten Wege sind relativ zu ihren Endpunkten homotop. Die Animation repräsentiert eine mögliche Homotopie.

Ein wichtiger Spezialfall ist die Homotopie von Wegen relativ der Endpunkte:
Ein Weg ist eine stetige Abbildung {\displaystyle \gamma \colon [0,1]\to X}; dabei ist {\displaystyle [0,1]} das Einheitsintervall. Zwei Wege heißen homotop relativ der Endpunkte, wenn sie homotop relativ {\displaystyle \{0,1\}} sind, d. h. wenn die Homotopie die Anfangs- und Endpunkte festhält.
(Sonst wären Wege in der gleichen Wegzusammenhangskomponente immer homotop.) Sind also {\displaystyle \gamma _{0}} und {\displaystyle \gamma _{1}} zwei Wege in {\displaystyle Y} mit {\displaystyle \gamma _{0}(0)=\gamma _{1}(0)=x} und {\displaystyle \gamma _{0}(1)=\gamma _{1}(1)=y}, so ist eine Homotopie relativ der Endpunkte zwischen ihnen eine stetige Abbildung
{\displaystyle H:[0,1]\times [0,1]\to Y}
mit {\displaystyle H(t,0)=\gamma _{0}(t)}, {\displaystyle H(t,1)=\gamma _{1}(t)}, {\displaystyle H(0,s)=x} und {\displaystyle H(1,s)=y}.
Ein Weg heißt nullhomotop genau dann, wenn er homotop zum konstanten Weg {\displaystyle \gamma (t)=x_{0}} ist.
Der andere häufig auftretende Fall ist die Homotopie von Abbildungen zwischen punktierten Räumen. Sind {\displaystyle (X,x_{0})} und {\displaystyle (Y,y_{0})} punktierte Räume, so sind zwei stetige Abbildungen {\displaystyle f,g\colon (X,x_{0})\to (Y,y_{0})} homotop als Abbildungen von punktierten Räumen, wenn sie relativ {\displaystyle x_{0}} homotop sind.

### Beispiel: Die Fundamentalgruppe
Die Menge der Homotopieklassen von Abbildungen punktierter Räume von {\displaystyle (S^{1},*)} nach {\displaystyle (X,x_{0})} ist die Fundamentalgruppe von {\displaystyle X} zum Basispunkt {\displaystyle x_{0}}.
Ist zum Beispiel {\displaystyle (X,x_{0})} ein Kreis mit einem beliebigen ausgewählten Punkt {\displaystyle x_{0}}, dann ist der Weg, der durch einmaliges Umrunden des Kreises beschrieben wird, nicht homotop zum Weg, den man durch Stillstehen am Ausgangspunkt {\displaystyle x_{0}} erhält.

## Homotopieäquivalenz
Seien {\displaystyle X} und {\displaystyle Y} zwei topologische Räume und sind {\displaystyle f\colon X\to Y} und {\displaystyle g\colon Y\to X} stetige Abbildungen. Dann sind die Verknüpfungen {\displaystyle g\circ f} und {\displaystyle f\circ g} jeweils stetige Abbildungen von {\displaystyle X} bzw. {\displaystyle Y} auf sich selbst, und man kann versuchen, diese zur Identität auf X bzw. Y zu homotopieren.
Falls es solche {\displaystyle f} und {\displaystyle g} gibt, dass {\displaystyle g\circ f} homotop zu {\displaystyle \operatorname {id} _{X}} und {\displaystyle f\circ g} homotop zu {\displaystyle \operatorname {id} _{Y}} ist, so nennt man {\displaystyle X} und {\displaystyle Y} homotopieäquivalent oder vom gleichen Homotopietyp. Die Abbildungen {\displaystyle f} und {\displaystyle g} heißen dann Homotopieäquivalenzen.
Homotopieäquivalente Räume haben die meisten topologischen Eigenschaften gemeinsam. Falls {\displaystyle X} und {\displaystyle Y} homotopieäquivalent sind, so gilt
- falls {\displaystyle X} wegzusammenhängend, so auch {\displaystyle Y}.
- falls {\displaystyle X} und {\displaystyle Y} wegzusammenhängend, so sind die Fundamentalgruppen und die höheren Homotopiegruppen isomorph.
- die Homologie- und Kohomologiegruppen von {\displaystyle X} und {\displaystyle Y} sind gleich.
- {\displaystyle X} und {\displaystyle Y} sind Deformationsretrakte eines topologischen Raums {\displaystyle Z}.

## Isotopie

### Definition
Wenn zwei gegebene homotope Abbildungen {\displaystyle f\colon X\to Y} und {\displaystyle g\colon X\to Y} zu einer bestimmten Regularitätsklasse gehören oder andere zusätzliche Eigenschaften besitzen, kann man sich fragen, ob die beiden innerhalb dieser Klasse durch einen Weg miteinander verbunden werden können. Dies führt zum Konzept der Isotopie. Eine Isotopie ist eine Homotopie
{\displaystyle H\colon X\times [0,1]\to Y}
wie oben, wobei alle Zwischenabbildungen {\displaystyle H_{t}:=H(\cdot ,t)} (für festes t) ebenfalls die geforderten Zusatzeigenschaften besitzen sollen. Die zugehörigen Äquivalenzklassen heißen Isotopieklassen.

### Beispiele
Zwei Homöomorphismen sind also isotop, wenn eine Homotopie existiert, so dass alle {\displaystyle H_{t}} Homöomorphismen sind. Zwei Diffeomorphismen sind isotop, wenn alle {\displaystyle H_{t}} selbst Diffeomorphismen sind. (Man bezeichnet sie dann auch als diffeotop.) Zwei Einbettungen sind isotop, wenn alle {\displaystyle H_{t}} Einbettungen sind.

### Unterschied zur Homotopie
Zu verlangen, dass zwei Abbildungen isotop sind, kann tatsächlich eine stärkere Anforderung sein, als zu verlangen, dass sie homotop sind. Zum Beispiel ist der Homöomorphismus der Einheitskreisscheibe in {\displaystyle \mathbb {R} ^{2}}, der durch {\displaystyle f(x,y)=(-x,-y)} definiert ist, dasselbe wie eine 180-Grad-Drehung um den Nullpunkt, darum sind die Identitätsabbildung und {\displaystyle f} isotop, denn sie können durch Drehungen miteinander verbunden werden. Im Gegensatz dazu ist die Abbildung auf dem Intervall {\displaystyle \left[-1,1\right]} in {\displaystyle \mathbb {R} }, definiert durch {\displaystyle f(x)=-x} nicht isotop zur Identität. Das liegt daran, dass jede Homotopie der beiden Abbildungen zu einem bestimmten Zeitpunkt die beiden Endpunkte miteinander vertauschen muss; zu diesem Zeitpunkt werden sie auf denselben Punkt abgebildet und die entsprechende Abbildung ist kein Homöomorphismus. Hingegen ist {\displaystyle f} homotop zur Identität, zum Beispiel durch die Homotopie {\displaystyle H''\colon \left[-1,1\right]\times \left[0,1\right]\to \left[-1,1\right]}, gegeben durch {\displaystyle H(x,t)=2tx-x}.

### Anwendungen
In der Geometrischen Topologie werden Isotopien benutzt, um Äquivalenzrelationen herzustellen.
Zum Beispiel in der Knotentheorie – wann sind zwei Knoten {\displaystyle K_{1}} und {\displaystyle K_{2}} als gleich zu betrachten? Die intuitive Idee, den einen Knoten in den anderen zu deformieren, führt dazu, dass man einen Weg von Homöomorphismen verlangt: Eine Isotopie, die mit der Identität des dreidimensionalen Raumes beginnt und bei einem Homöomorphismus h endet, so dass h den Knoten {\displaystyle K_{1}} in den Knoten {\displaystyle K_{2}} überführt. Eine solche Isotopie des umgebenden Raumes wird ambiente Isotopie oder Umgebungsisotopie genannt.
Eine andere wichtige Anwendung ist die Definition der Abbildungsklassengruppe Mod(M) einer Mannigfaltigkeit M. Man betrachtet Diffeomorphismen von M „bis auf Isotopie“, das heißt, dass Mod(M) die (diskrete) Gruppe der Diffeomorphismen von M ist, modulo der Gruppe der Diffeomorphismen, die isotop zur Identität sind.
Homotopie kann in der numerischen Mathematik für eine robuste Initialisierung zur Lösung von differential-algebraischen Gleichungen eingesetzt werden (siehe Homotopieverfahren).

## Kettenhomotopie
Zwei Kettenhomomorphismen
{\displaystyle f_{\bullet },g_{\bullet }\colon (A_{\bullet },d_{A,\bullet })\to (B_{\bullet },d_{B,\bullet })}
zwischen Kettenkomplexen {\displaystyle (A_{\bullet },d_{A,\bullet })} und {\displaystyle (B_{\bullet },d_{B,\bullet })} heißen kettenhomotop, wenn es einen Homomorphismus
{\displaystyle K_{\bullet }\colon (A_{\bullet })\to (B_{\bullet +1})}
mit
{\displaystyle d_{B,{\bullet +1}}K_{\bullet }+K_{\bullet -1}d_{A,{\bullet }}=f_{\bullet }-g_{\bullet }}
gibt.
Wenn {\displaystyle f,g\colon X\to Y} homotope Abbildungen zwischen topologischen Räumen sind, dann sind die induzierten Abbildungen der singulären Kettenkomplexe
{\displaystyle f_{\bullet },g_{\bullet }\colon (C_{\bullet }(X),d_{\bullet })\to (C_{\bullet }(Y),d_{\bullet })}
kettenhomotop.

## Punktierte Homotopie
Zwei punktierte Abbildungen
{\displaystyle f,g\colon (X,x_{0})\to (Y,y_{0})}
heißen homotop, wenn es eine stetige Abbildung {\displaystyle H\colon X\times \left[0,1\right]\to Y} mit
{\displaystyle H(x,0)=f(x)} und {\displaystyle H(x,1)=g(x)} für alle {\displaystyle x\in X}
{\displaystyle H(x_{0},t)=y_{0}} für alle {\displaystyle t\in \left[0,1\right]}
gibt. Die Menge der Homotopieklassen punktierter Abbildungen wird mit {\displaystyle \left[X,Y\right]} bezeichnet.